# ملف التحميل

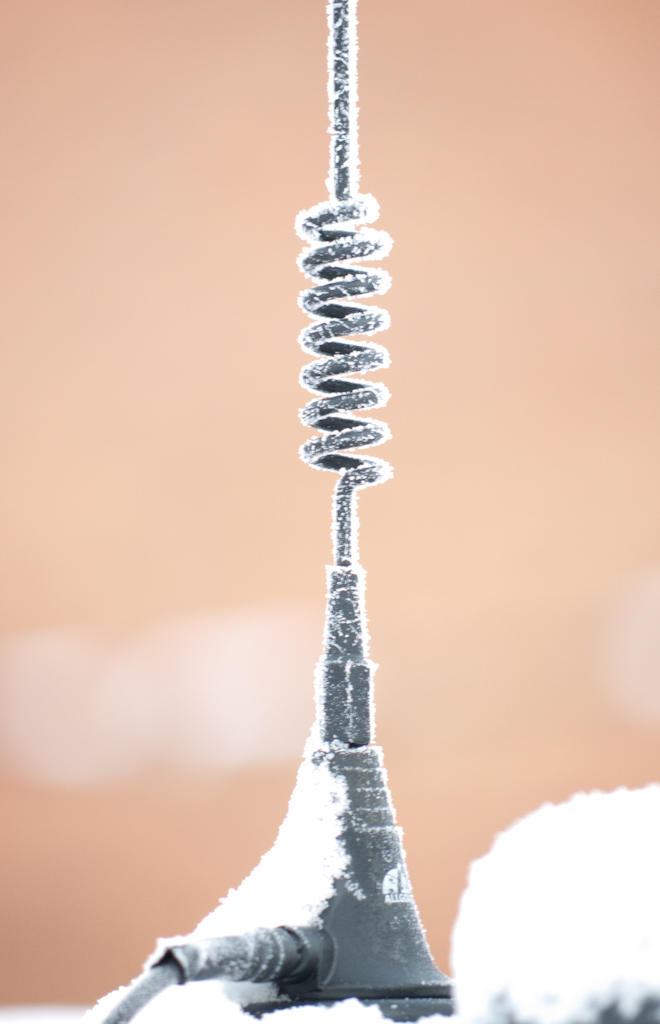
ملف التحميل لهاتف خلوي صغير في هوائي على سقف سيارة.

ملف التحميل هو محث يمكن إدراجه في دارة إلكترونية لزيادة المحاثة التبادلية، ملفات التحميل ليست محول لأنها لا توفر اقتران لدائرة أخرى، وهو مصطلح نشأ في القرن ال 19 عن المحاثات المستخدمة لمنع تشويه الإشارة في المسافات الطويلة عند نقل كابلات التلغراف. ويستخدم هذا المصطلح أيضا للمحاثات في هوائيات الراديو، أو بين الهوائي وخط التغذية الخاص به، لجعل الرنين الهوائي القصير كهربائيا عند تردد التشغيل.
وقد اكتشف أوليفر هيفسايد مفهوم ملفات التحميل للمرة الأولى في دراسة مشكلة سرعة الإشارة البطيئة لكبل تلغراف في ستينيات القرن التاسع عشر. وخلص إلى أنه يلزم إجراء حث إضافي لمنع تشوه الاتساع والتأخر الزمني للإشارة المرسلة، وتعرف الحالة الرياضية للإرسال الخالي من التشوه بحالة هيفيسيد. كانت خطوط التلغراف السابقة برا أو أقصر، وبالتالي كان أقل تأخير، إضافة إلى أن الحاجة إلى الحث ليست كبيرة، كابلات الاتصالات البحرية تخضع بشكل خاص لهذه المشكلة، ولكن المنشآت في أوائل القرن العشرين باستخدام أزواج متوازنة كانت في كثير من الأحيان محملة بالسلك الحديدي أو الشريط بدلا من تحفظ مع ملف التحميل، والتي تجنبت مشكلة الختم.
تاريخيا ملف تحميل معروف أيضا باسم ملف بوبين نسبة إلى ميهاغلو بوبين وخصوصا عندما تستخدم لشرط هيفيسيد وعملية إدخالها تسمى أحيانا بوبينيزاتيون.

## التطبيقات

رسم تخطيطي لخط هاتف متوازن محمل. المكثفات ليست مكونات منفصلة ولكن تمثل السعة الموزعة بين موصلات الأسلاك ومتباعدة عن كثب من الخط، وهذا ما تشير إليه الخطوط المنقطة. ملفات تحميل لمنع إشارة الصوت من التشويه بواسطة خط السعة. لف ملف التحميل هي المقطوعة بحيث التدفق المغناطيسي الناجم في الجوهر هو في نفس الاتجاه على حد سواء مع اللفات.

### خطوط الهاتف
التطبيق المشترك ملف التحميل هو تحسين خصائص استجابة السعة الترددية للأزواج المتوازنة الملتوية في كابل الهاتف. لأن الزوج الملتوي هو الشكل المتوازن، يجب إدراج نصف ملف التحميل في كل ساق من الزوج للحفاظ على التوازن. ومن الشائع أن يتم تشكيل كل هذه اللفات على نفس النواة. وهذا يزيد من وصلات التمويه، والتي بدونها تحتاج إلى الزيادة في عدد من اللفائف المتحولة. تحميل لفائف إدراجها بشكل دوري في سلسلة مع زوج من الأسلاك لتقليل التوهين في الترددات الصوتية العالية التي تصل إلى تردد القطع من مرشح ترددات منخفضة التي شكلها الحث من اللفائف (بالإضافة إلى الحث الموزعة من الأسلاك) والسعة الموزعة بين الأسلاك. فوق تردد القطع، والتوهين يزيد بسرعة. والمسافة أقصر بين اللفائف، وارتفاع تردد القطع.
وينبغي التأكيد على أن تأثير القطع هو قطعة أثرية من نموذج القطع المجمع. مع طرق التحميل باستخدام الحث الموزع المستمر لا يكون هناك قطع.
دون تحميل لفائف، ويهيمن على استجابة خط المقاومة والسعة من الخط مع التوهين زيادة بلطف مع التردد. مع لفائف تحميل الحث الصحيح بالضبط، لا السعة ولا الحث تهيمن: استجابة مسطحة، الشكل الموجي هي غير مشوهة ومقاومة مميزة تمقاوم حتى تردد القطع. تشكيل الصدفة من مرشح تردد الصوت هو أيضا مفيد في أن يتم التقليل من الضوضاء.

### خط المشترك الرقمي (DSL)
عندما تكون ملفات التحميل في مكانها، يظل توهين الإشارة منخفضا للإشارات داخل نطاق التمرير لخط الإرسال ولكنه يزداد بسرعة للترددات فوق تردد القطع الصوتي. وهكذا، إذا أعيد استخدام الزوج فيما بعد لدعم التطبيقات التي تتطلب ترددات أعلى (مثل أنظمة الموجات الحاملة التماثلية أو الرقمية أو DSL)، يجب إزالة أي ملف تحميل موجودة على الخط أو استبدالها بشفرات شفافة إلى DSL. استخدام الملف مع المكثفات المتوازية سوف يشكل مرشح مع طوبولوجيا مرشح مشتقة من M، كما سيتم تمرير نطاق الترددات فوق القطع. إذا لم تتم إزالة اللفات، والمشترك هو مسافة موسعة (على سبيل المثال أكثر من 4 أميال أو 6.4 كم) من المكتب المركزي، لا يمكن دعم DSL. وهذا يحدث أحيانا في مناطق كثيفة ومتنامية مثل جنوب كاليفورنيا في أواخر التسعينيات وأوائل القرن الحادي والعشرين.